# Курц, Отто
Отто Курц (нем. Otto Kurz, 26 мая 1908, Вена — 3 сентября 1975, Лондон) — австро-британский историк и теоретик искусства. Представитель венской школы искусствознания.

## Биография
Отто Курц родился в Вене в еврейской семье врача Максимилиана Курца (1871—1941) и его жены Анны, урожденной Мандель (1883—1941). После учёбы в Венской гуманитарной гимназии (Humanistischen Gymnasiums) искусство изучал самостоятельно и опубликовал свою первую статью в возрасте семнадцати лет. Затем, с 1927 по 1931 год, слушал лекции по истории искусства и классической археологии в Венском университете. Его учителями были Юлиус фон Шлоссер и Йозеф Стшиговский. Его друзьями стали будущий историк искусства Ганс Титце и психолог Вильгельм Райх. В 1931 году Отто Курц получил докторскую степень, защитив диссертацию под руководством Шлоссера по ранним произведениям болонского живописца Гвидо Рени. С 1931 по 1932 год Курц работал в Австрийском институте исторических исследований (Österreichischen Institut für Geschichtsforschung).
Затем Курц был помощником Эрнста Криса в отделе скульптуры и художественных ремёсел (Plastik und Kunstgewerbe) венского Музея истории искусств. Они подготовили совместную публикацию — «Легенда о художнике. Исторический опыт» (Die Legende vom Künstler. Ein geschichtlicher Versuch. 1934). Это было психологическое и социологическое эссе, английское издание которого имело более понятное название: «Легенда, миф и магия в образе художника» (Legend, Myth, and Magic in the Image of the Artist: A Historical Experiment, 1979). На французском языке книга опубликована в 1978 году.
Эрнст Крис рекомендовал Курца директору Библиотеки Варбурга (Kunstwissenschaftliche Bibliothek Warburg) в Гамбурге Фрицу Закслю. Весной 1933 года Отто Курц переехал из Вены в Гамбург. А в декабре 1933 года, спасаясь от нацистов, Курц отбыл с Библиотекой Варбурга в Лондон.
Отто Курц совершил исследовательские поездки в Италию и в 1940 году работал над древними находками французской экспедиции в Афганистане. В 1944 году Курц был назначен вторым, а в 1949 году первым библиотекарем в Институте Варбурга, который стал филиалом Лондонского университета. В 1962 году он был избран научным сотрудником Британской академии.
Отто Курц был профессором классической истории Лондонского (1965—1975) и приглашённым профессором истории искусства Оксфордского университета (1971—1972). В 1964 и 1973 годах читал лекции в Еврейском университете в Иерусалиме. Был почётным профессором Академий Болоньи и Милана.
Курц планировал навсегда переехать в Иерусалим в середине 1970-х годов, но этого не произошло из-за его внезапной смерти в 1975 году. Отто Курц был женат на Хильде Шюллер (1910—1981), дочери экономиста Рихарда Шюллера, который поддерживал его исследования с 1937 года. У них была дочь Эрика.

## Научная деятельность
Основные научные интересы Отто Курца: Искусство стран Азии и художников итальянского барокко. Курц сыграл ведущую роль в возрождении интереса к болонской школе живописи XVII века. Он был одним из организаторов выставки живописи братьев Карраччи в Болонье в 1956 году.
Кроме того, Курц изучал творчество немецких художников Средних веков, культуру стран Ближнего Востока, в частности искусство коптов и исламское искусство. Его интересовали вопросы истории культурных контактов между Востоком и Западом.
Отдельную работу Отто Курц посвятил фальшивкам и подделкам в истории искусства: «Подделки. Справочник для коллекционеров и студентов» (Fakes. A Handbook for Collectors and Students). Английское издание вышло в 1948 году, французский перевод в 1983 году.

## Монографии О. Курца
- Легенда о художнике. Исторический опыт. Совместно с Э. Крисом (Die Legende vom Künstler. Ein geschichtlicher Versuch. 1934)
- Подделки. Справочник для коллекционеров и студентов (Fakes. A Handbook for Collectors and Students. 1948)
- Рисунки художников болонской школы XVII и XVIII веков в собрании Её Величества Королевы в Виндзорском замке (Bolognese Drawings of the 17th and 18th Centuries in the Collection of Her Majesty the Queen at Windsor Castle. 1955)
- Европейские часы и часы на Ближнем Востоке (European Clocks and Watches in the Near East. 1975)
- Декоративные искусства Европы и исламского Востока. Избранные исследования (The Decorative Arts of Europe and the Islamic East. 1977)
- Избранные работы (Selected Studies. 1982).